# Аберкромби, Джон (агроном)
Джон А́беркромби (англ. John Abercrombie; 1726 год, Эдинбург — 1806 год, там же) — шотландский садовод и агроном, чьи труды переводились на французский и немецкий языки. Он известен своей книгой «Every man his own gardener» (1767), которую он написал в соавторстве с Томасом Маве.
Сын садовника, он посвятил себя практическому садоводству. В 1767 году напечатал «Альманах садовника», выдержавший девять изданий.
В молодости Аберкромби работал в Королевских ботанических садах Кью и в Лестер-хаусе. Позже основал успешный бизнес по садоводству в Хакни, а затем в Тоттенхэме. Он написал ряд других работ по садоводству.

## Труды
- «Словарь садоводства и ботаники»;
- «Искусство ухода при плодовом садоводстве» (The British Fruit Gardener, Лондон, 1779; текст на интернете Архивная копия от 23 декабря 2015 на Wayback Machine);
- «Прививка фруктовых деревьев» (Art of Pruning, 1783);
- «Способы ускорения зрелости плодов и цветов» (1781);
- «Огород» (Every Man His Own Gardener, 1782, текст на интернете Архивная копия от 23 декабря 2015 на Wayback Machine);.
- The Universal Gardener and Botanist; or, a General Dictionary of Gardening and Botany (1778)
- The Garden Mushroom (1779)
- The British Fruit Gardener; and Art of Pruning (1779)
- A General System of Trees and Shrubs (ca. 1780)
- Every Man His Own Gardener, 9th edition (1782)